# Par fundamental de períodos
En el ámbito de las matemáticas, un par fundamental de períodos es un par ordenado de números complejos que define una celosía (grilla) en el plano complejo. Este tipo de grilla es el objeto a partir del cual se definen las funciones elípticas y las formas modulares. 
A pesar de que el concepto de una grilla bidimensional es relativamente simple, en la literatura matemática se encuentra un considerable caudal de notación especializada y términos relacionados con el concepto de celosía (grilla). 

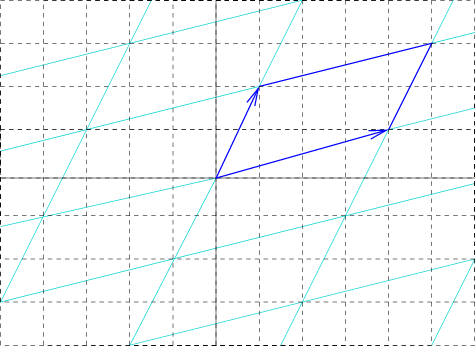
Paralelogramo fundamental definido por un par de vectores en el plano complejo.